# Hoeocryptus insolitus
Hoeocryptus insolitus är en stekelart som först beskrevs av Tosquinet 1896.  Hoeocryptus insolitus ingår i släktet Hoeocryptus och familjen brokparasitsteklar. Inga underarter finns listade i Catalogue of Life.